# Пјетрагроса (Перуђа)
Пјетрагроса је насеље у Италији у округу Перуђа, региону Умбрија.
Према процени из 2011. у насељу је живело 25 становника. Насеље се налази на надморској висини од 589 м.